# Енді Бешир
Ендрю Грем Бешер (англ. Andrew Graham Beshear; народився 29 листопада 1977) — американський адвокат і політик, який обіймав посаду 63-го губернатора Кентуккі з 2019 року. Член Демократичної партії, він є сином колишнього губернатора Стіва Бешира.
Бешира було обрано 50-м генеральним прокурором штату Кентуккі в листопаді 2015 року й обіймав цю посаду з січня 2016 року по грудень 2019 року Будучи генеральним прокурором, він кілька разів подавав до суду на губернатора Метта Бевіна через такі питання, як пенсії, і переміг Бевіна трохи більше ніж у 5000 голосів на губернаторських виборах у 2019 році. Бешир був переобраний на другий термін у 2023 році з іще більшою перевагою, а саме — в 5 %. Станом на 2024 рік Бешир і віцегубернаторка Жаклін Коулман є єдиними посадовими особами від Демократичної партії обраними на загальнонародних виборах у штаті Кентуккі.

## Ранні роки і освіта
Бешир народився в Луїсвіллі в сім'ї Стіва та Джейн Бешер. Він закінчив середню школу Генрі Клея в Лексінгтоні, штат Кентуккі. Його батько, юрист і політик, був губернатором Кентуккі з 2007 по 2015 рік.
Після середньої школи Бешир вивчав антропологію в Університеті Вандербільта, де він був членом братства Sigma Chi. Він закінчив у 2000 році зі ступенем бакалавра мистецтв з відзнакою. Потім він відвідував Школу права Університету Вірджинії, здобувши ступінь доктора права у 2003 році.

## Юридична кар'єра
У 2005 році Бешира найняла юридична фірма Stites &amp; Harbison, партнером якої був його батько, що був на ту мить губернатором Кентуккі. Він представляв розробників трубопроводу Bluegrass Pipeline, який мав транспортувати газовий конденсат через Кентуккі. Проєкт був суперечливим; критики висловлювали екологічні проблеми та заперечення щодо застосування процедури експропріації для трубопроводу. Офіс його батька стверджував, що не було конфлікту інтересів із представництвом сина. Бешир також представляв індійську компанію UFLEX, яка вимагала від адміністрації його батька податкових пільг у розмірі 20 мільйонів доларів США, що викликало критику з боку органів контролю за етикою через потенційний конфлікт інтересів.

## Генеральний прокурор Кентуккі

### Вибори 2015 року
У листопаді 2013 року Бешир оголосив, що балотуватиметься на виборах 2015 року на посаду генерального прокурора штату Кентуккі, щоб замінити демократа Джека Конвея, який не зміг балотуватися на переобрання через обмеження кількості термінів.
Бешир переміг республіканця Вітні Вестерфілда, набравши 50,1 % голосів, а Вестерфілд набрав 49,9 %. Розрив становив приблизно 2000 голосів.

### Робота на посаді генпрокурора Кентуккі

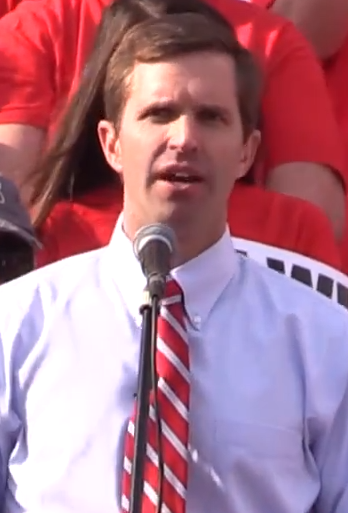
Бешир виступає на мітингу вчителів біля Капітолію штату Кентуккі у 2018 році.

Бешир кілька разів подавав до суду на губернатора Метта Бевіна через, як він стверджував, зловживання Бевіном виконавчими повноваженнями під час перебування Бешира на посаді генерального прокурора та під час кампанії проти Бевіна на посаду губернатора. Деякі справи Бешир виграв, а інші програв. У квітні 2016 року він подав до суду на Бевіна через його скорочення бюджету системи державного університету в середині циклу. Верховний суд Кентуккі з розподілом голосів 5 проти 2 виніс постанову, де погодився із Беширом, що Бевін не мав повноважень скорочувати бюджет у середині циклу без схвалення Генеральної асамблеї Кентуккі. Також у 2016 році Верховний суд Кентуккі одноголосно став на бік Бевіна, коли Бешир подав на нього до суду на тій підставі, що Бевін не мав повноважень переглядати опікунську раду Луїсвілського університету. У 2017 році Верховний суд штату Кентуккі відхилив позов Бешира проти Бевіна, вважаючи, що Бевін мав повноваження тимчасово змінювати форму правління, поки законодавча влада не працює; Бевін назвав позов Бешира «ганебною тратою ресурсів платників податків». У квітні 2018 року Бешир успішно подав до суду на Бевіна за підписання сенатського законопроєкту 151, суперечливим планом реформування пенсій вчителям, і Верховний суд Кентуккі визнав законопроєкт неконституційним. Бевін сказав, що Бешир «ніколи не подає до суду від імені народу Кентуккі. Він робить це від імені своєї політичної кар'єри».
Протягом жовтня 2019 року Бешир подав дев'ять позовів проти фармацевтичних компаній за їх нібито причетність до розпалювання опіоїдної епідемії в Кентуккі.
Бешир відмовився балотуватися на другий термін як генеральний прокурор, щоб балотуватися на пост губернатора проти Бевіна. Він подав у відставку з посади генерального прокурора 10 грудня 2019 року перед інавгурацією на посаду губернатора того ж дня. Виконавчим указом Бешир призначив новообраного генерального прокурора Деніела Кемерона на решту терміну його повноважень. Кемерон був першим афроамериканським генеральним прокурором штату Кентуккі й невдало балотувався на пост губернатора проти Бешира у 2023 році.

## Губернатор штату Кентуккі

### Вибори

#### 2019 рік
9 липня 2018 року Бешер оголосив про свою кандидатуру від Демократичної партії на пост губернатора Кентуккі на виборах 2019 року. Своєю напарницею для посади віцепрезидента він обрав Жаклін Коулман, президентку некомерційної організації, помічницю директора та колишню кандидатку в палату депутатів. Бешир сказав, що він зробить державну освіту пріоритетом. У травні 2019 року він виграв номінацію від Демократичної партії, набравши 37,9 % голосів у праймаеріз за участю трьох кандидатів.
На загальних виборах 5 листопада Бешир зіткнувся з чинним губернатором Меттом Бевіном, найменш популярним губернатором країни. Він переміг Бевіна, набравши 49,20 % голосів проти 48,83 % голосів у Бевіна. Ці вибори губернатора штату Кентуккі були рекордними за близкістю результатів у всьому циклі виборів губернаторів у США 2019 року.

#### 2023 рік
1 жовтня 2021 року Бешир оголосив про свою кандидатуру на переобрання губернатором на виборах 2023 року. Він переміг вічних кандидатів Пеппі Мартін і Джеффа Янга на праймеріз Демократичної партії, отримавши понад 90 % голосів.
7 листопада 2023 року Бешир переміг кандидата від Республіканської партії Деніела Кемерона з перевагою в 52,53 % проти 47,46 % на виборах губернатора Кентуккі 2023 року, таким чином здобувши переобрання на другий термін.

### Робота губернатором Кентуккі

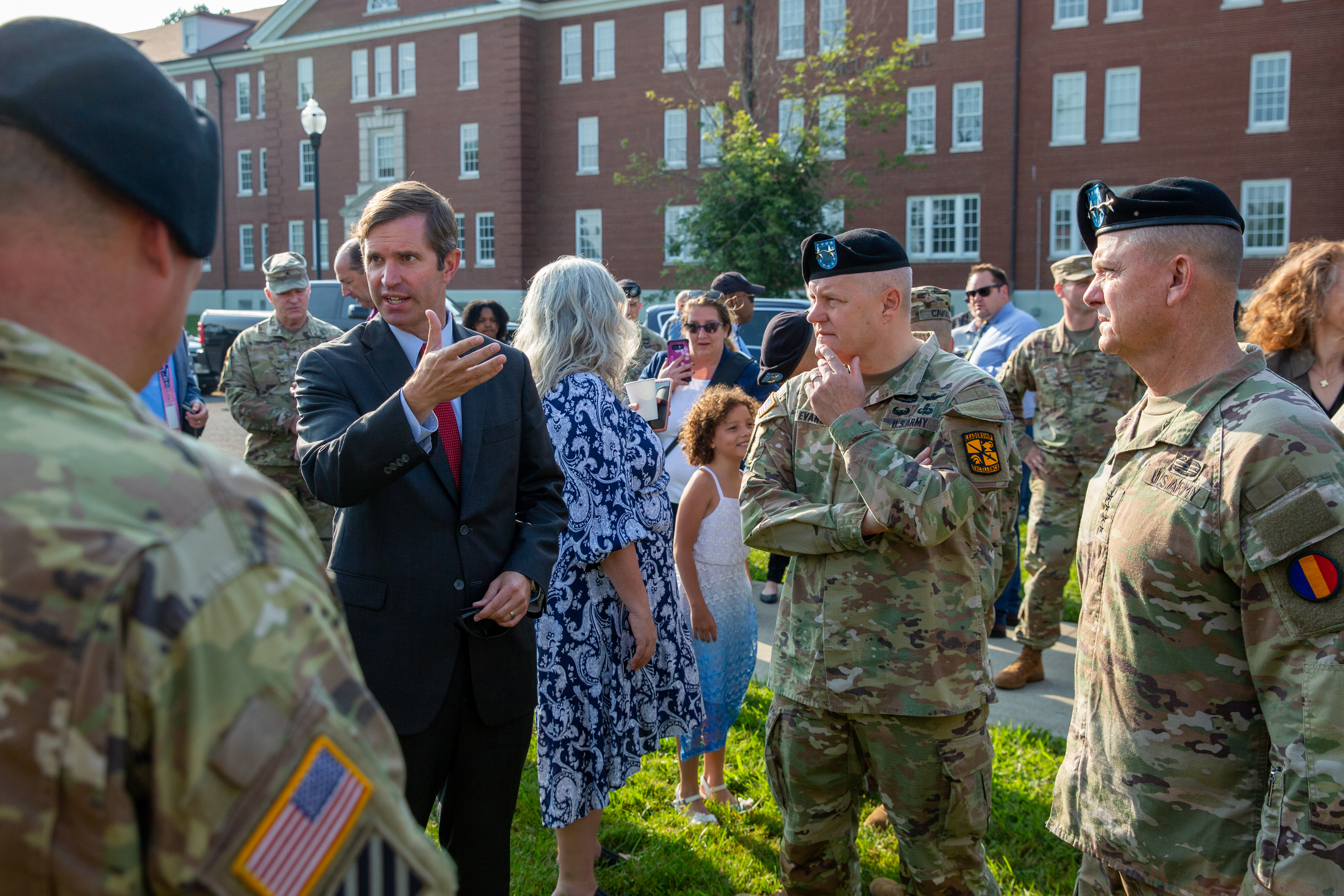
Бешир зустрічається з командуванням бази армії США у Форт-Ноксі в серпні 2021 року.

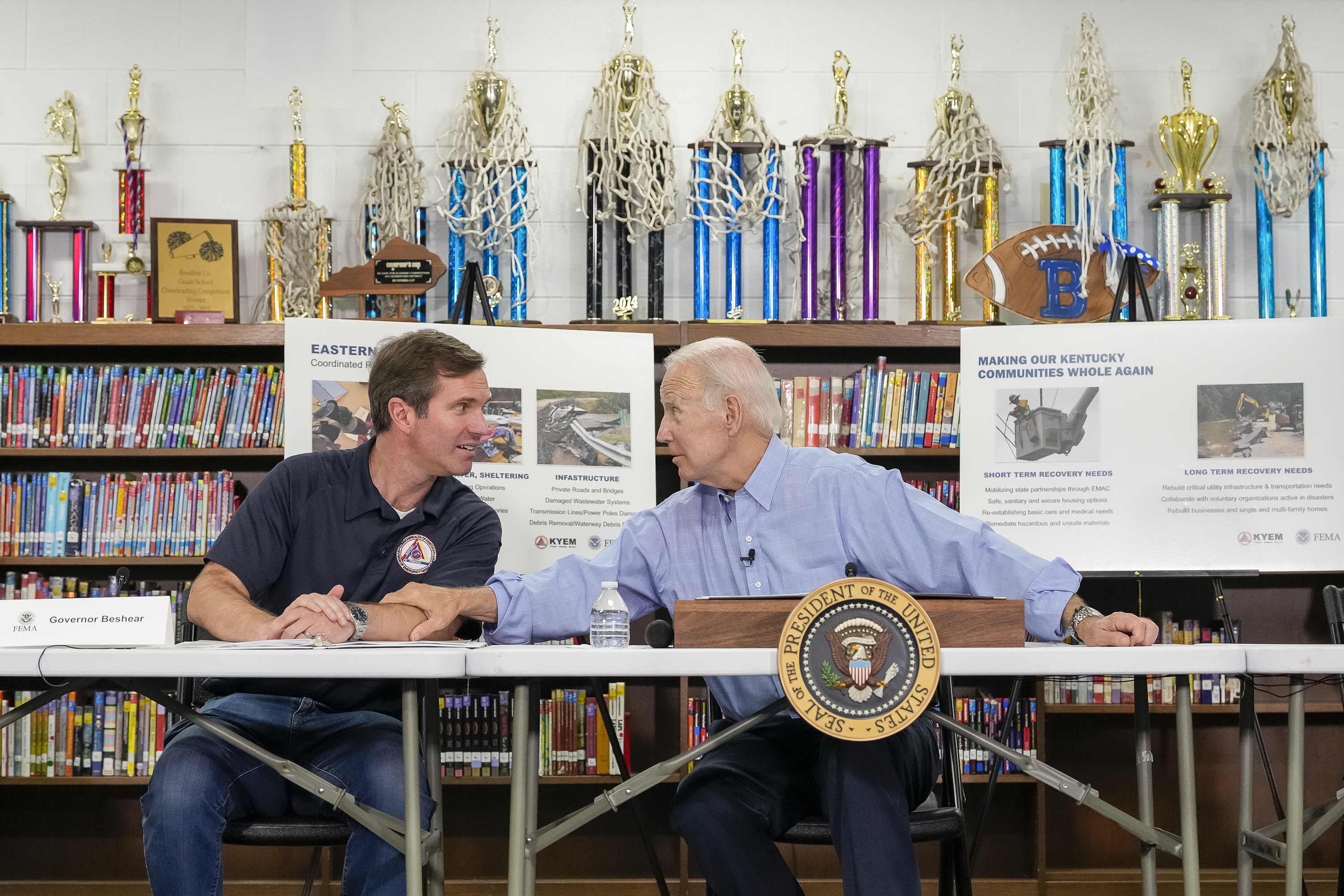
Бешир із президентом Джо Байденом у 2022 році

10 грудня 2019 року Бешир вступив на посаду губернатора. У своїй інавгураційній промові він закликав республіканців, які мали кваліфіковану більшість в обох палатах Генеральної асамблеї Кентуккі, розв'язати проблеми Кентуккі двопартійним шляхом.
Після вступу на посаду Бешер змінив усіх 11 членів Ради освіти Кентуккі до закінчення їх дворічного терміну. Звільнення членів правління виконало передвиборчу обіцянку та було безпрецедентним використанням повноважень губернатора для реорганізації правлінь штату, поки законодавчий орган не засідав. Критики Бешира припустили, що ці призначення підірвали Закон про освітню реформу Кентуккі 1990 року, який мав на меті захистити правління від політичного впливу; Рада все частіше перебувала в центрі політичних баталій у роки, що передували 2019 р.
12 грудня 2019 року Бешир підписав указ про повернення виборчих прав 180315 жителям Кентуккі, серед яких, за його словами, були непропорційно багато афроамериканців, які були засуджені за ненасильницькі злочини.
У квітні 2020 року Бешир наказав поліцейським штату Кентуккі реєструвати номерні знаки відвідувачів церкви, які порушили розпорядження штату щодо COVID-19 щодо самоізоляції, що забороняло вживу відвідувати богослужіння Великодньої неділі. Наказ викликав суперечливі дебати.
У червні 2020 року Бешир пообіцяв надати безкоштовну медичну допомогу всім афроамериканцям Кентуккі, які її потребують, щоб усунути несправедливість у сфері охорони здоров'я, яка виявилася під час пандемії COVID-19.
У 2024 році Бешер створив комітет політичних дій, щоб зібрати гроші для кандидатів на виборах у Сполучених Штатах Америки 2024 року, які «противляться цій загальнонаціональній тенденції політики ненависті та розколу».

## Політичні позиції

### Аборт
Бешир підтримує доступ до абортів і Ро проти Вейда. Через місяць після того, як він вступив на посаду губернатора, його адміністрація надала дозвіл організації «Плановане батьківство» на проведення абортів у своїй клініці в Луїсвіллі, зробивши її другим закладом у Кентуккі, де пропонують аборти. У квітні 2020 року Бешир наклав вето на законопроєкт, який дозволяв генеральному прокурору Деніелу Кемерону призупинити аборти під час пандемії COVID-19 і надавати більше повноважень щодо регулювання клінік, які пропонують аборти. Його підтримала NARAL Pro-Choice America, група захисту прав на аборти, і його підтримує «Плановане батьківство».
У 2021 році Бешер дозволив законопроєкту про народження живим стати законом без його підпису, вимагаючи від лікарів надавати медичну допомогу будь-якому немовляті, народженій живими, включно з тими, хто народився живим через невдалу процедуру аборту.

### Злочинність
Бешер підписав указ про повне відновлення виборчих прав і права обіймати державні посади 180315 жителям Кентуккі, які були засуджені за ненасильницькі злочини. Він відновив права більшій кількості злочинців, ніж будь-який інший губернатор в історії Америки.
У березні 2021 року Бешир підписав закон, який дозволяє суддям вирішувати, чи передавати неповнолітніх віком від 14 років до суду для дорослих, якщо їх звинувачують у злочині із застосуванням вогнепальної зброї. Раніше судді були зобов'язані відправляти неповнолітніх до суду для дорослих для притягнення до відповідальності за тяжкий злочин, якщо була задіяна вогнепальна зброя.
Також у березні 2021 року, після того, як законодавчий орган штату Кентуккі прийняв законопроєкт про визнання злочином заподіяння шкоди орендованому майну на 500 доларів або більше, Бешир наклав вето на законопроєкт. Палата Кентуккі (74–18) і Сенат (28–8) подолали його вето.

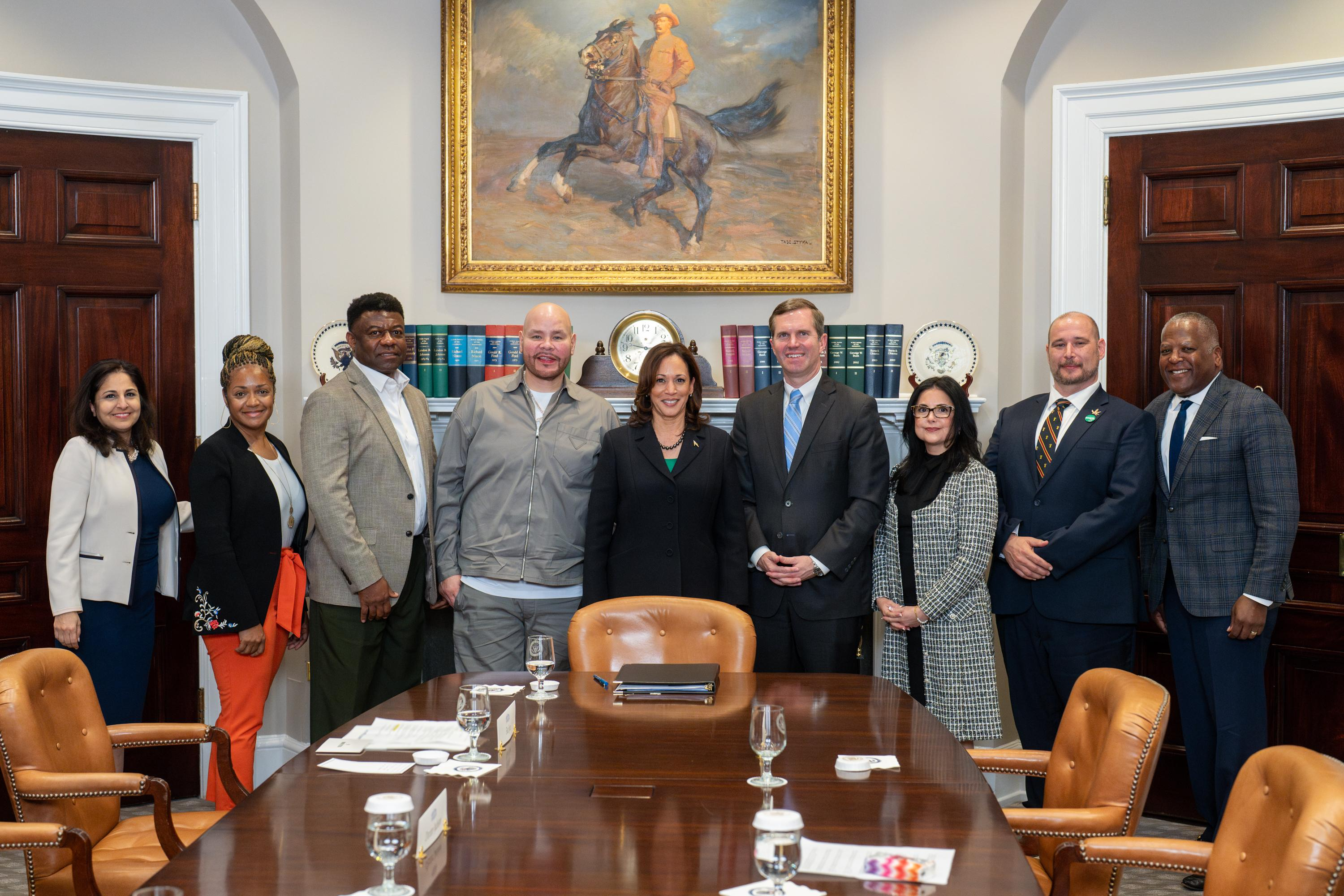
Бешир у Білому домі, щоб обговорити реформу питання канабісу в березні 2024 року

### Питання наркотиків
Бешир сказав, що основним фактором ув'язнення в Кентуккі є епідемія наркотиків, і висловив думку, що Кентуккі «має зменшити загальну кількість ув'язнених… У нас немає більше злочинців. Ми просто саджаємо більше людей у наші в'язниці.»
Бешер вважає, що зберігання канабісу ніколи не повинно призводити до ув'язнення. Він також хотів би легалізувати медичний канабіс. У листопаді 2022 року Бешир підписав указ про дозвіл на зберігання медичної марихуани та регулювання дельта-8-ТГК. 31 березня 2023 року він підписав SB 47, який започаткував програму медичного канабісу в Кентуккі.

### Економічна політика
У 2019 році Бешир пообіцяв створити в Кентуккі більш просунуті робочі місця на виробництві та в охороні здоров'я, щоб компенсувати втрату робочих місць через падіння видобутку вугілля.

### Права на зброю
Бешер заявив, що не підтримає заборону штурмової зброї. Він сказав, що натомість підтримає закон про червоний прапор, який дозволяє судам дозволяти поліції тимчасово конфіскувати вогнепальну зброю в людей, яких суддя вважає небезпечними для себе чи інших.
10 квітня 2023 року під час стрілянини в банку в Луїсвіллі Бешир втратив свого особистого друга в результаті насильства зі зброєю.

### Охорона здоров'я
Beshear підтримує розширення програми Medicaid штату Кентуккі, яка забезпечує доступне медичне обслуговування понад 500 000 жителів Кентуккі, включно з усіма, хто вже має захворювання. Він критикував Бевіна за те, що він намагався скасувати розширення програми Medicaid штату (яка зрештою провалилася). Будучи генеральним прокурором і губернатором, Бешир висловив підтримку Закону про доступне лікування та розкритикував спроби скасувати закон у судах. 5 жовтня 2020 року він оголосив про перезапуск і розширення kynect, державного ринку медичного страхування, який було започатковано у 2013 році під час терміну губернатора Стіва Бешира та демонтовано Бевіном у 2017 році.

### Імміграція
У грудні 2019 року Бешир повідомив адміністрації президента Дональда Трампа, що планує, щоб Кентуккі продовжував приймати біженців за імміграційною програмою США. Трамп сказав урядам штатів, що вони мають право відмовитися від американської програми розселення біженців.

### Права ЛГБТ
Бешир підтримує легальні одностатеві шлюби. Він також підтримує закони про недискримінацію, які стосуються геїв, лесбійок, бісексуальних людей і трансгендерів. Він був першим діючим губернатором Кентуккі, який відвідав мітинг, організований кампанією Fairness Campaign, і він підтримує заборону практики репаративної терапії для ЛГБТ-молоді. У березні 2023 року Бешир наклав вето на законопроєкт, який створить нові правила та обмеження для трансгендерної молоді, включаючи заборону догляду за гендерною ознакою; законодавчий орган, де домінували республіканці, подолав його вето.

### Пенсії
Бешир хоче профінансувати пенсійну систему штату, яка накопичила борг на 24 мільярди доларів з 2000 року, що є найбільшим серед усіх штатів країни. Він виступав проти скорочення пенсій, зробленого Бевіном, і сказав, що хоче гарантувати всім працівникам пенсії після виходу на пенсію. Станом на 30 червня 2020 року Пенсійний фонд штату Кентуккі становив 58,8 % своїх зобов'язань на найближчі десятиліття.

## Особисте життя
Бешир і його дружина Брітані є членами Християнської Церкви (Учні Христа) і обидва є дияконами. У них двоє дітей.